# Alfredo Caronia
| (25602) Ucaronia1                                          | 2. Januar 2000 |
| (27270) Guidotti2                                          | 2. Januar 2000 |
| (42614) Ubaldina2                                          | 2. März 1998   |
| (100897) Piatra Neamt2                                     | 5. Mai 1998    |
| 1 zusammen mit Andrea Boattini 2 zusammen mit Luciano Tesi |                |

Alfredo Caronia ist ein italienischer Astronom und Asteroidenentdecker.
Er arbeitet am Osservatorio Astronomico della Montagna Pistoiese bei San Marcello Pistoiese.
Zusammen mit seinen Kollegen Andrea Boattini und Luciano Tesi entdeckte er dort zwischen 1998 und 2000 insgesamt 4 Asteroiden.